# 비슈와나트 프라탑 싱

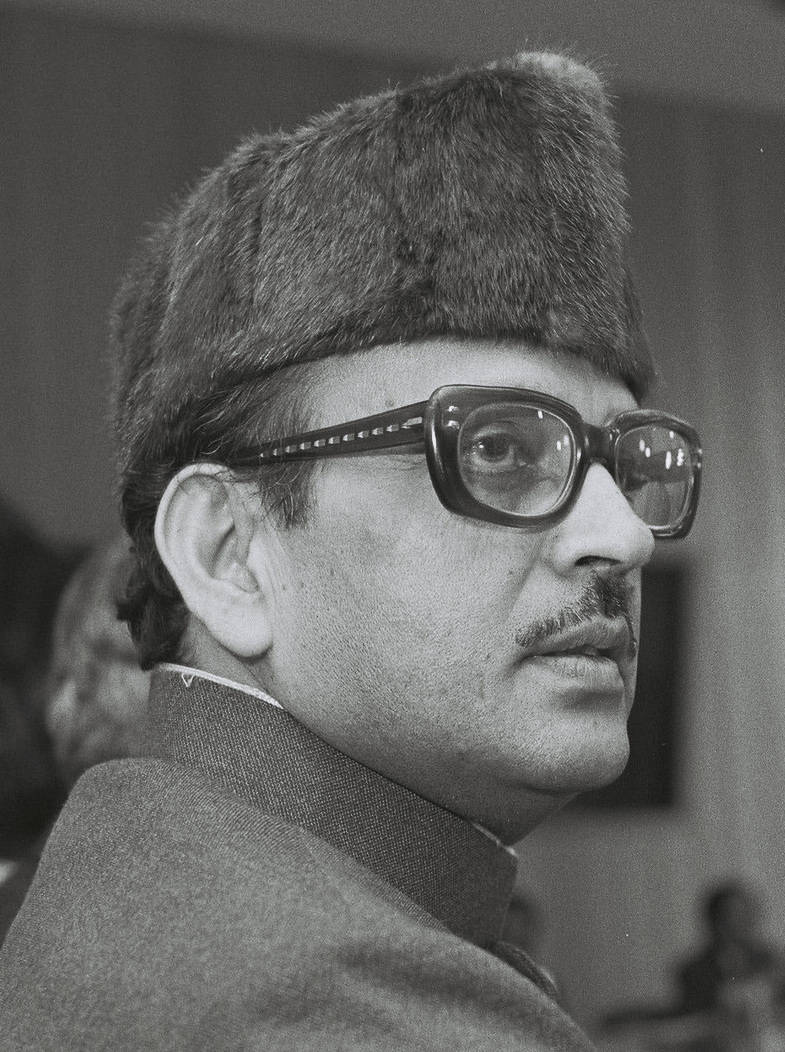
비슈와나트 프라탑 싱 (1983년)

비슈와나트 프라탑 싱(영어: Vishwanath Pratap Singh, 1931년 6월 25일 ~ 2008년 11월 27일)은 인도의 정치인, 공무원, 왕실원으로 1989년부터 1990년까지 인도의 제7대 총리직을 역임했다. 1941년 만다의 마지막 지도자가 되었으며, 총리 시절 만달 위원회를 통해 인도의 후진적인 카스트 제도를 보고한 것으로 이름을 알렸다.

## 역대 선거 결과
| 선거명      | 직책명                       | 대수 | 정당          | 득표율 | 득표수    | 결과 | 당락                     |
| ----------- | ---------------------------- | ---- | ------------- | ------ | --------- | ---- | ------------------------ |
| 1964년 선거 | 하원의원 (풀푸르 선거구)     | 3대  | 인도 국민회의 | 0%     | 110,549표 | 1위  | 풀푸르 하원의원 당선     |
| 1977년 선거 | 하원의원 (알라하바드 선거구) | 6대  | 인도 국민회의 | 30.48% | 100,709표 | 2위  | 알라하바드 하원의원 당선 |
| 1989년 선거 | 하원의원 (알라하바드 선거구) | 9대  | 자나타달      | 42.92% | 178,508표 | 1위  | 알라하바드 하원의원 당선 |

## 같이 보기
- 인도 국방부
- 찬드라 셰카르